# Stanisław Dyksiński

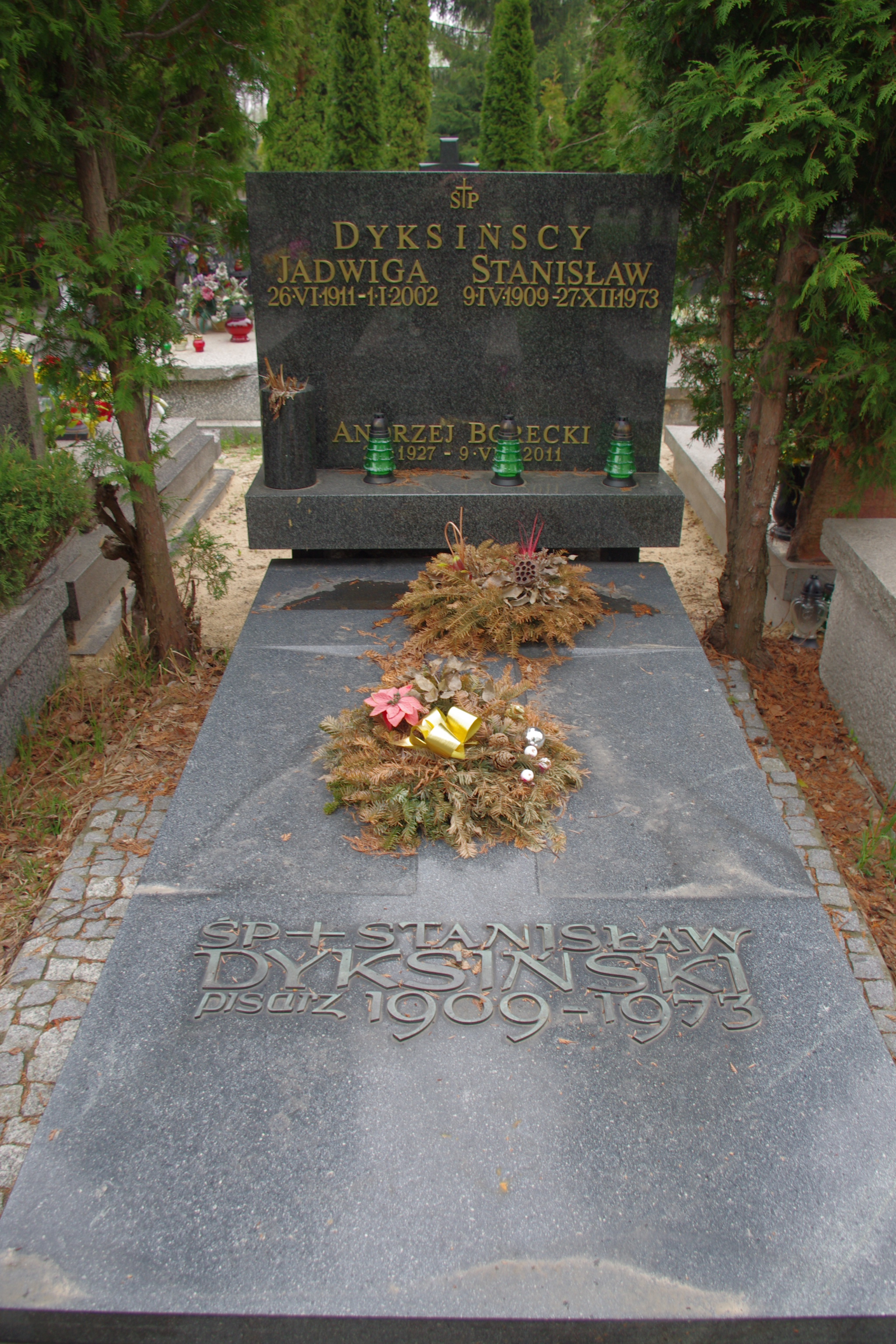
Grób nauczycielki i działaczki społecznej Jadwigi Dyksińskiej (1911-2002) i jej męża pisarza Stanisława Dyksińskiego (1909-1973) na cmentarzu komunalnym Północnym w Warszawie

Stanisław Dyksiński (ur. 9 kwietnia 1909, w Bieżuniu, zm. 27 grudnia 1973 w Warszawie) – pisarz i działacz ludowy.

## Życiorys
Przed II wojną światową był członkiem ZMW "Wici" i Związku Strzeleckiego, pracował jako urzędnik biurowy w młynie i jednostkach samorządu.  Debiutował w 1932 roku na łamach tygodnika „Świetlica” opowiadaniem pt. „Wycieczka jakiej nie było”. W 1935 otrzymał II nagrodę w konkursie na "najlepszy życiorys działacza wiejskiego" zorganizowany przez Zakład Polityki Ekonomicznej i Socjologii Wsi Szkoły Głównej Gospodarstwa Wiejskiego, a jego pracę opublikowano w tomie Wiejscy działacze społeczni. W okresie drugiej wojny światowej żołnierz Polskiej Organizacji Zbrojnej (od końca 1940) i Batalionów Chłopskich, współredagował pismo "Na placówce".
Od 1 maja 1945 był wójtem Gminy Bieżuń, należał do Polskiego Stronnictwa Ludowego. Aresztowany jesienią 1945, zwolniony w grudniu 1945, opuścił rodzinną miejscowość. Został następnie kierownikiem Uniwersytetu Ludowego w Grzmiącej, k. Grodziska. Był też przewodniczącym sekcji oświaty i kultury Zarządu Wojewódzkiego ZMW "Wici" w Warszawie i członkiem zarządu wojewódzkiego Chłopskiego Towarzystwa Przyjaciół Dzieci. Od 1949 był członkiem Zjednoczonego Stronnictwa Ludowego. W latach 50. kierował m.in. Ośrodkiem Szkolenia Kadr Centrali Spółdzielni w Teresinie, był Przewodniczącym Gminnej Rady Narodowej w Skułach, pracował też w Ministerstwie Rolnictwa. W 1955 ukończył studia pedagogiczne w Centralnym Urzędzie Szkolenia Zawodowego w Warszawie. Od 1957 pracował w Naczelnym Komitecie ZSL. Opublikował prace Uniwersytety Ludowe (1960), Moja droga do Uniwersytetu Ludowego (1967), był też współautorem tomu Ignacy Solarz i jego Uniwersytet Ludowy (1965). Opublikował 37 artykułów w prasie, m.in. w Orce, Tygodniku Kulturalnym, Polityce i Wsi Współczesnej.
W 1967 debiutował jako powieściopisarz książką Chustka Weroniki, następnie wydał tom opowiadań Dziki gołąb (1969). Od 1969 był członkiem Związku Literatów Polskich. Również w 1969 złożył do druku autobiograficzną powieść Pomniki ze słomy, odrzuconą ze względów cenzuralnych (ukazała się w 2009). Już po jego śmierci ukazała się także książka Nie gaście świateł na Manhattanie (1975) - zapis wizyty w USA. 
Stanisław Dyksiński wraz z małżonką Jadwigą Dyksińską (z Kondratowskich) nauczycielką i działaczką społeczną, miał czwórkę dzieci: Wiesławę Borecką (kierownik produkcji filmów fabularnych), Andrzeja Dyksińskiego (zmarł w dzieciństwie, podczas II WŚ.), Barbarę Dyksińską-Tryc (dziennikarka telewizyjna, historyk sztuki), Grażynę Dyksińską-Rogalską (tłumaczka, dialogistka).
Został pochowany na komunalnym cmentarzu Północnym w Warszawie.